# Николаевка (Краматорский район)
Никола́евка (укр. Миколаївка) — село в Константиновской городской общине Краматорского района Донецкой области Украины.

## Общие сведения
Население по переписи 2001 года составляло 644 человека. Почтовый индекс — 85134. Телефонный код — 6272.